# Svizzera all'Eurovision Song Contest 1956
La Selezione Svizzera per l'Eurofestival 1956 si svolse ad Losanna il 28 aprile 1956.

## Canzoni in ordine di presentazione
| Posizione | Canzone                        | Artista                      |
|           | Vendredi                       | Jo Roland                    |
|           | Sei doch nicht so eifersüchtig | Lys Assia                    |
| 1.        | Das alte karussel              | Lys Assia & Quinteta Radiosa |
|           | L'allée aux ormeaux            | Jo Roland                    |
|           | Bandella ticinese              | Anita Traversi               |
|           | La ballade des bonnes années   | Jo Roland                    |
|           | Le bohémien                    | Lys Assia & Quinteta Radiosa |
|           | Les deux coquins               | Jo Roland                    |
|           | J'ai triché                    | Jo Roland                    |
|           | Addio bella Napoli             | Lys Assia & Quinteta Radiosa |
| 1.        | Refrain                        | Lys Assia & Quinteta Radiosa |